# Olympe Adouard
Olympe Audouard  (teljes nevén Olympe Félicité Audouard, leánykori családneve de Jouval) (Marseille, 1832. március 13. – Nizza, 1890. január 12.) francia írónő, újságíró, feminista.

## Életpályája
Rövid és boldogtalan házassága után elvált férjétől, Henri-Alexis Audouard marseille-i közjegyzőtől. Párizsba költözött, ahol megismerkedett a kulturális élet olyan meghatározó alakjaival, mint  Théophile Gautier, Alphonse de Lamartine vagy Jules Janin. Sokat utazott Amerikában, Egyiptomban, Törökországban, Palesztinában, Szíriában, Oroszországban és tapasztalatait regényekben írta meg. Pályájának következő szakaszában főleg a női egyenjogúság társadalmi problémái foglalkoztatták. Feminista írásain kívül szatirikus lapokba (Le Papillon, Revue cosmopolite)  is írt.

## Művei
- À travers l'Amérique ; le Far-West, Paris, E. Dentu, 1869
- À travers l'Amérique… États-Unis, constitution, mœurs, usages, lois, institutions, sectes religieuses, Paris, E. Dentu, 1866, 1871
- Guerre aux hommes, Paris, E. Dentu, 1866
- Gynécologie ; la femme depuis six mille ans, Paris, Dentu, 1873
- Histoire d'un mendiant, Paris, E. Dentu, 1862
- La femme dans le mariage, la séparation et le divorce : conférence faite le 28 février 1870, Paris : E. Dentu, 1870
- L'amie intime, Paris, 1873
- Le Luxe des femmes : réponse d'une femme à M. le procureur général Dupin, Paris : E. Dentu, 1865
- Le Papillon arts, lettres, industrie, Paris : [s.n.], 1861-1863
- Les mystères de l'Égypte dévoilés, Paris, E. Dentu, 1865
- Les mystères du sérail et des harems turcs ; lois, mœurs, usages, anecdotes, Paris, E. Dentu, 1863
- Les nuits russes, Paris, E. Dentu, 1876
- Les roses sanglantes, Paris, E. Dentu, 1880
- Les soupers de la Princesse, Paris, Dentu, 1880
- Les vieilles actrices. Le musée des antiques, Paris, Librairie des auteurs modernes, 1884
- Lettre aux députés, Paris, E. Dentu, 1867
- L'homme de quarante ans, Paris, E. Dentu, 1868
- L'Orient et ses peuplades, Paris, E. Dentu, 1867
- M. Barbey-d'Aurevilly ; réponse à ses réquisitoires contre les bas-bleus. Conférence du 11 avril, Paris, Dentu, 1870
- Pour rire à deux : contes, Paris : C. Marpon et E. Flammarion, 1884
- La Femme-Homme. Mariage – adultère – divorce. Réponse d'une femme à M. Alexandre Dumas Fils, Paris, Dentu, 1872
- Silhouettes parisiennes, Paris : C. Marpon et E. Flammarion, 1883
- Voyage à travers mes souvenirs : ceux que j'ai connus ce que j'ai vu, Paris, E. Dentu, 1884
- Voyage au pays des boyards ; étude sur la Russie actuelle, Paris, Dentu, 1881